# Wandella parnabyi
Espèce
Wandella parnabyi est une espèce d'araignées aranéomorphes de la famille des Filistatidae.

## Distribution
Cette espèce est endémique d'Australie. Elle se rencontre en Australie-Occidentale au Kimberley et dans le Nord du Territoire du Nord.

## Description
Le mâle holotype mesure 2,1 mm et les femelles de 1,8 à 2,3 mm.

## Étymologie
Cette espèce est nommée en l'honneur de Harry E. Pamaby.

## Publication originale
- Gray, 1994 : A review of the filistatid spiders (Araneae: Filistatidae) of Australia. Records of the Australian Museum, vol. 46, no 1, p. 39-61 (texte intégral).